# (38051) 1998 XJ5
(38051) 1998 XJ5 est un astéroïde troyen de Jupiter découvert en 1998.

## Description
(38051) 1998 XJ5 a été découvert le 7 décembre 1998 à Višnjan, une municipalité située dans le comitat d'Istrie en Croatie, par Korado Korlević.

### Caractéristiques orbitales
L'orbite de cet astéroïde est caractérisée par un demi-grand axe de 5,17 ua, un périhélie de 4,22 ua, une excentricité de 0,18 et une inclinaison de 8,75° par rapport à l'écliptique. Du fait de ces caractéristiques, à savoir un demi-grand axe compris entre 4,6 et 5,5 ua et un périhélie inférieur à 0,3 ua, il est classé, selon la JPL Small-Body Database, astéroïde troyen de Jupiter du camp grec. Il est situé au point de Lagrange L4 du système Soleil-Jupiter.

### Caractéristiques physiques
(38051) 1998 XJ5 a une magnitude absolue (H) de 12,0 et un albédo estimé à 0,056.